# The Train Company
The Train Company, kortweg TTC, was een Nederlandse spoorwegbedrijf opgericht door de ondernemer Harry de Boer.

## Bergland Express
Gedurende enige jaren reed The Train Company in de winter de Bergland Express, een wekelijkse nachttrein naar wintersportgebieden in Oostenrijk en Italië. Dit deed het bedrijf nadat de NS besloot de nachttrein uit haar aanbod te schrappen. Op 30 januari 2004 was de eerste Bergland Express onder de vlag van TTC een feit. De trein vertrok uit Schiphol en reed via België (Antwerpen, Brussel en Luik) naar Zell am See.
De Bergland Express was in feite de eerste private reizigerstrein in België. TTC huurde voor de exploitatie rijtuigen en personeel van de NS en de NMBS, zodoende men het statuut van 'chartertrein' bekwam.
Het jaar erop, van 25 december 2004 tot 20 maart 2005 legde The Train Company een nachttrein in naar de skigebieden van Zell am See (Oostenrijk) en Innichen (Italië).
In het winterseizoen van 2005/2006 kreeg de Bergland Express concurrentie van de NMBS die twee jaar na de afschaffing van haar laatste nachttrein, opnieuw een skitrein ging inleggen. Terwijl het aanbod van TTC uit zowel zit-, lig- als slaaprijtuigen bestond 'Treski' -zoals de NMBS-trein zou gaan noemen- enkel uit zitrijtuigen. Op 19 december 2005 berichtte De Tijd dat de Bergland Express meer in trek was dan de Treski. De Bergland Express noteerde op dat moment een verkoop van 2650 tickets ten opzichte van slechts 1100 tickets voor de Treski.
Van 22 november 2006 tot 16 maart 2007 reed de trein naar enerzijds Innsbruck/Zell am See, en anderzijds naar Bourg-Saint-Maurice (Frankrijk).
Tot en met begin 2008 vertrok de trein in Rotterdam en reed via Brussel-Zuid, maar in de winter 2008/2009 vertrok de trein in Utrecht. Belgische reizigers stapten op in Aken. De trein reed heen in de nacht van vrijdag op zaterdag en terug in de nacht van zaterdag op zondag. TTC gaf aan dat de samenwerking met de NMBS voor het bekomen van rijpaden steeds stroever werd, en er geschillen zouden zijn ontstaan.

## Faillissement
TTC vroeg op 26 februari 2009 surseance van betaling aan. Vakantiegangers die met TTC in Oostenrijk waren, werden door concurrerende firma's aan het bijzondere tarief van € 40 terug naar Nederland meegebracht. Op 10 maart 2009 werd The Train Company failliet verklaard. Een viertal rijtuigen uit de Bergland Express doen nu dienst als hostel nabij het station Amsterdam Sloterdijk.